# 兵営人民警察

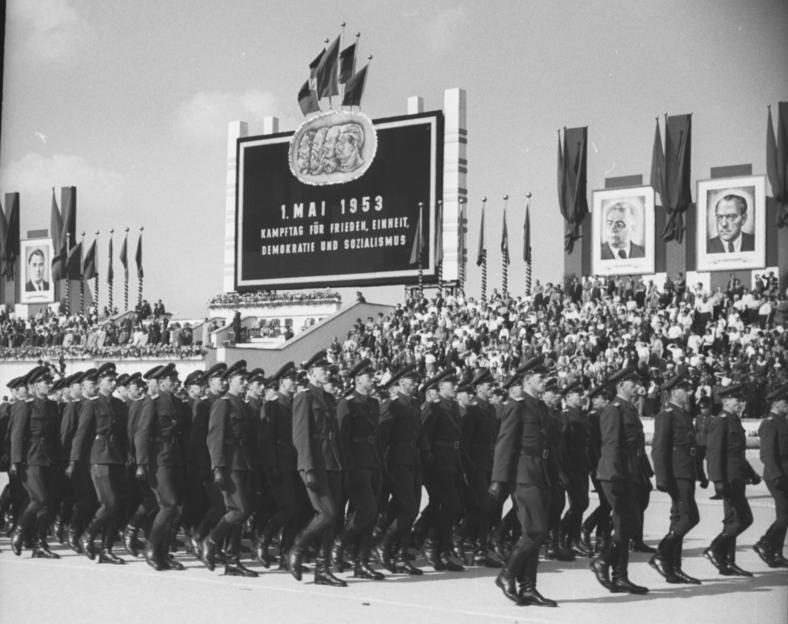
1953年5月1日、メーデーのパレードに参加した兵営人民警察

兵営人民警察（へいえいじんみんけいさつ、ドイツ語: Kasernierte Volkspolizei, KVP）は、ドイツ民主共和国（東ドイツ）の準軍事組織。国家人民軍の前身。人民議会によって正式に再軍備が宣言されるまで、形式上は内務省に属するドイツ人民警察の一部門とされていた。

## 歴史

### 建国以前

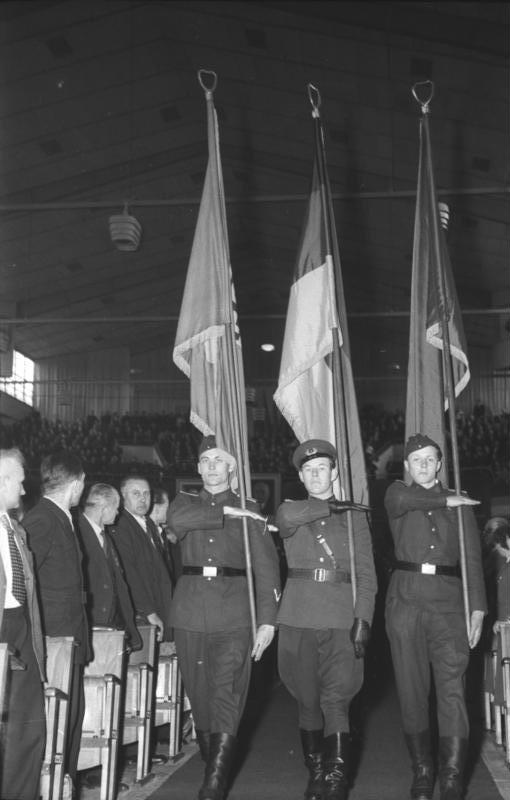
ドイツ社会主義統一党党大会における兵営人民警察の旗手(1954年)

1948年10月、在独ソ連軍政府(SMAD)は占領地で警察業務を行っていたドイツ人民警察に対し、軍事部門として機動警察(Bereitschaftspolizei)の編成を行う旨の命令を下し、その規模は250人を1個連隊とする40個連隊とされた。機動警察の隊員は第二次世界大戦中に捕えられた旧ドイツ国防軍捕虜から募集された。
1948年11月、ドイツ内務管理局（Deutsche Verwaltung des Innern, DVdI, 国家保安省および内務省の前身）は機動警察及び国境警察（Grenzpolizei, 国境警備隊の前身)を統括する権限を獲得する。これらの部隊は国境警察及び機動警察本部(Hauptabteilung Grenzpolizei und Bereitschaften, HA GP/B)が管轄し、ヴィルヘルム・ツァイサーが総監に任命された。1949年8月25日、国境警察及び機動警察本部は訓練管理局(Verwaltung für Schulung, VfS)に改名される。

### 建国後
1949年10月7日、ソビエト連邦占領下の東ドイツ地域でドイツ民主共和国が成立。この際、DVdIの一部が内務省に分割され、訓練管理局もドイツ人民警察の一部門として内務省に移管された。1949年10月15日、訓練管理局は演習本部(Hauptverwaltung für Ausbildung, HVA)と改名され、1950年4月頃には機動警察の将校だったカール＝ハインツ・ホフマンが司令官に就任した。

#### 兵営人民警察
1952年6月1日、ヴィリー・シュトフ内務相は1952年4月にモスクワで採択された正規軍の構築に関する声明に基づき、演習本部を兵営人民警察(Kasernierte Volkspolizei, KVP)に改組する旨の命令を下した。1952年8月、パーゼヴァルクにて共和国北部の防衛を担うパーゼヴァルク兵営人民警察管区(Territoriale Verwaltung der KVP Pasewalk)が設置され、10月にはドレスデン、デッサウ、ライプツィヒで同等の管区(Territoriale Verwaltung, TV)が設置された。正規軍化を目指して拡大を続けていたKVPだったが、1953年6月には財政悪化に伴い縮小され、さらに1953年6月17日の東ベルリン暴動後、「政治的に信頼できない」と見なされたKVP隊員が約25,000名解雇された。
1953年8月、海上人民警察(Volkspolizei See)と航空人民警察(Volkspolizei-Luft)が合流し、陸海空の三軍体制が整った。この際、パーゼヴァルク管区は北部管区(TV Nord)あるいは第12管区(TV 12)と改名され、ライプツィヒ管区は南部管区(TV Süd)または第24管区(TV 24)と改名され、各管区には航空人民警察を再編した航空隊(Aeroklub)が配置された。1954年春、本部(Hauptstadt)はベルリン・アドラースホーフから東に35キロ離れたシュトラウスベルクに移動した。海上人民警察本部も再編の折、パローからロストックへ移動された。一方の航空隊では、1953年8月に合流した段階で航空隊本部(Verwaltung der Aeroklubs, VdAK)が設置されていた。

#### 国家人民軍

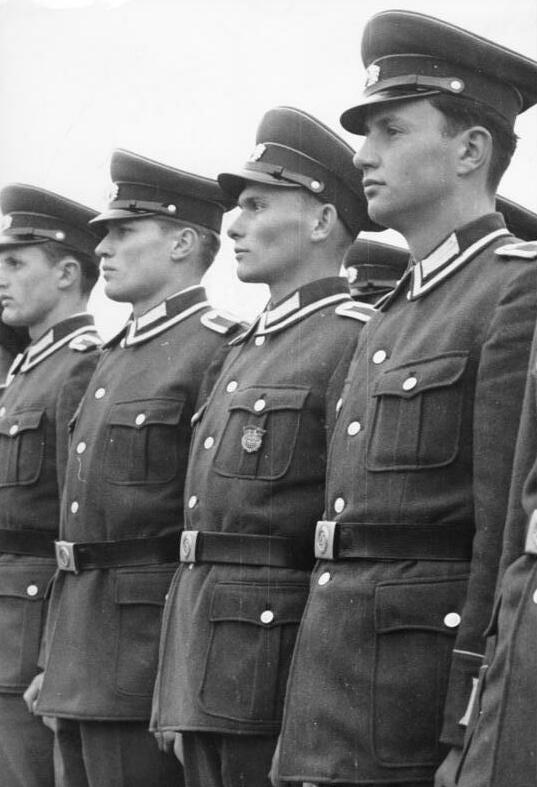
1956年4月30日、旧国防軍様式の新制服を身につけ、国家人民軍として初の宣誓式に臨む下士官たち

1956年1月18日、人民議会では「国家人民軍及び国防省の創設に関する法律」(über die Schaffung der Nationalen Volksarmee und des Ministeriums für Nationale Verteidigung)が採択された。これによって、兵営人民警察は国家人民軍(Nationale Volksarmee)に改組される。シュトラウスベルクの本部にドイツ民主共和国国防省(Ministerium für Nationale Verteidigung der DDR, MfNV)が設置され、また国防省は国家人民軍により第1軍管区に区分された。北部管区と南部管区は地上軍の第5及び第3軍管区となり、航空隊と海上人民警察は航空軍及び人民海軍の母体となった。なお、空軍及び海軍は第2及び第4軍管区と区分された。
また、この際に軍服はソ連式のものから旧国防軍の様式に類似したデザインに変更されている。これは国家人民軍将兵とドイツ駐留ソ連軍将兵の混同を防ぐ為だったが、同時に国家人民軍の兵士が「ロシア人の手先」(Russenknechte)ではなくてあくまでも「ドイツの兵隊」であることを国民に示す意味合いもあったとされる。
1956年3月1日までに組織の改組は完了し、国防省及び各軍管区が業務を開始した。公式にはこの日が東ドイツ再軍備の日とされ、後に3月1日は「国家人民軍記念日(Tag der Nationalen Volksarmee)」と定められた。

## 組織
兵営人民警察司令官(Chef der KVP)
- 1952年 - 1955年：カール＝ハインツ・ホフマン
- 1955年 - 1956年：ヴィリー・シュトフ

第一次官(1. Stellvertreter)
- 1955年 – 1956年：ハインリヒ・ドルヴェッツェル（ドイツ語版）

参謀長(Stabschef)
- 1952年：ベルンハルト・ベーシュラー（ドイツ語版）
- 1952年 - 1956年：ヴィンツェンツ・ミュラー

政治局長(Politische Verwaltung)
- 1952年 - 1955年：ルドルフ・デーリング（ドイツ語版）
- 1955年 - 1956年：フリードリヒ・ディッケル

教育局長(Ausbildung)
- 1953年 - 1954年：フリッツ・ヨーネ（ドイツ語版）
- 1954年 - 1955年：ハインリヒ・ドルヴェッツェル
- 1955年 - 1956年：ヘルムート・ボルフカ（ドイツ語版）

後方支援局長(Rückwärtige Dienste)
- 1952年 - 1953年：ハインリヒ・ハイチュ（ドイツ語版）
- 1953年 - 1956年：ヴァルター・アレンシュタイン（ドイツ語版）

建築・居住局長(Bauwesen und Unterbringung)
- 1953年 - 1955年：ヴィルヘルム・マイヤー（ドイツ語版）
- 1955年 - 1956年：ルドルフ・メンツェル（ドイツ語版）

委員(Kader) - ドイツ社会主義統一党中央委員会から派遣された幹部党員。
- 1952年：フリッツ・コーン（ドイツ語版）
- 1952年 - 1956年：エーヴァルト・ムンシュケ（ドイツ語版）

兵営人民警察高級幹部学校長(KVP-Hochschule für Offiziere)
- 1952年-1953年：ヴァルター・フレイターク（ドイツ語版）
- 1953年-1956年：ヴィルヘルム・アダム